# BIC Group

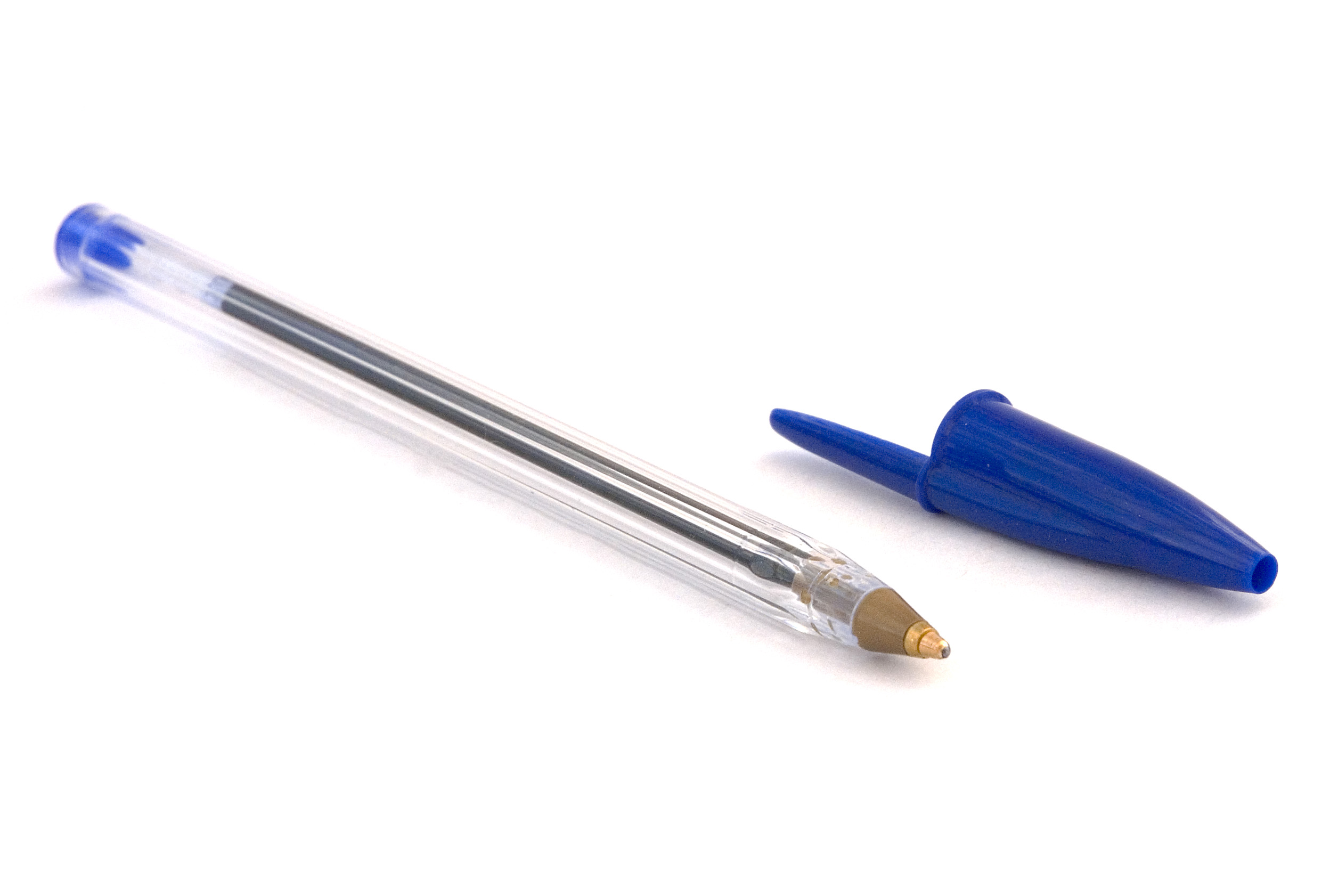
Der BIC Cristal, der meistverkaufte Kugelschreiber der Welt

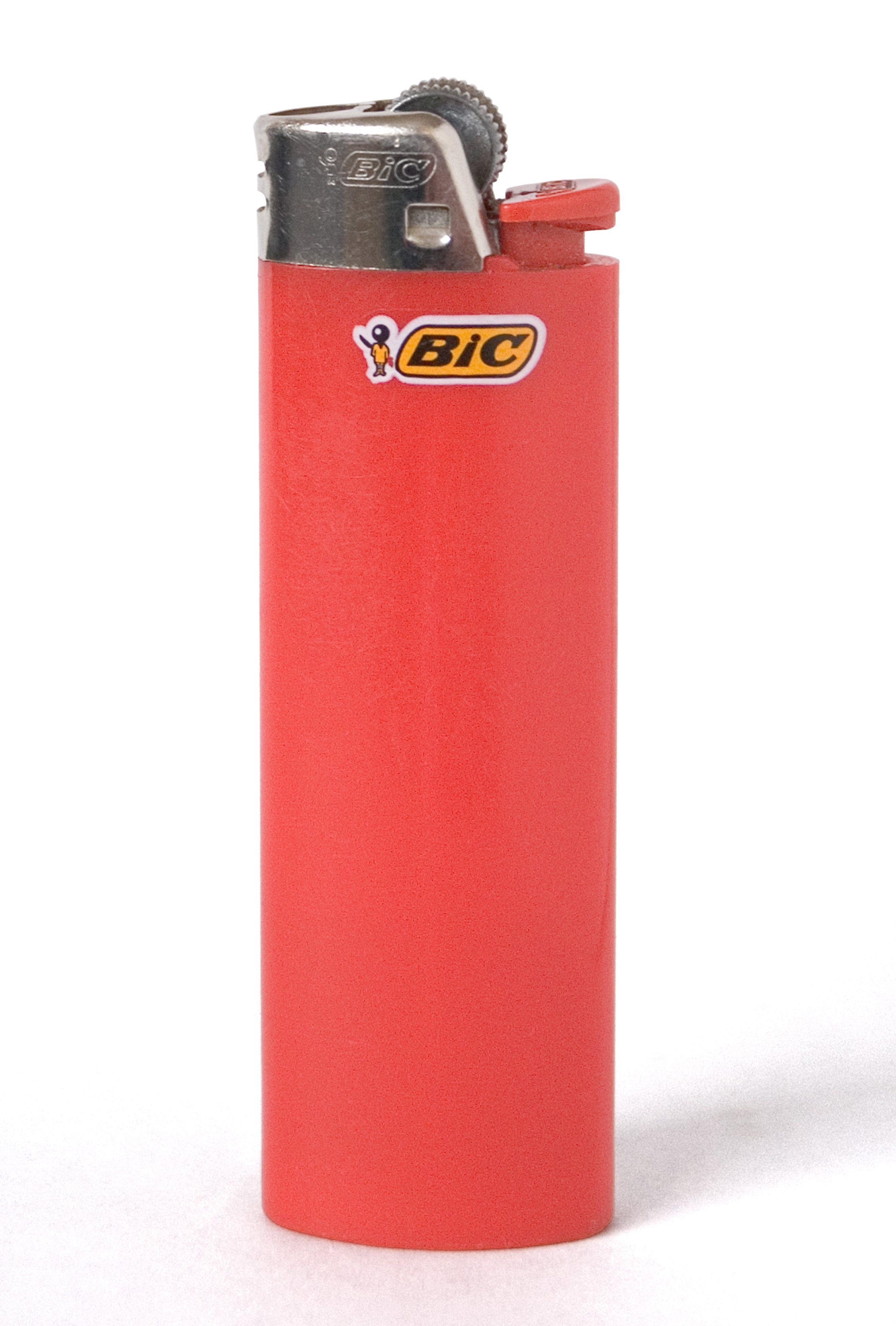
Das BIC-Feuerzeug

Die BIC Group ist ein börsennotiertes französisches Unternehmen (WKN: 860804 und ISIN: FR0000120966), das 1945 von Baron Marcel Bich in Paris gegründet wurde und seinen Hauptsitz in Clichy (Frankreich) hat. Die BIC Group ist vor allem für ihre Kugelschreiber (seit 1950), Einwegfeuerzeuge (seit 1973) und Einwegrasierer (seit 1976) bekannt. Seit Juli 2008 werden auch Einwegmobiltelefone angeboten. Heute ist BIC in mehr als 160 Ländern weltweit aktiv.

## Unternehmensgeschichte
Am 25. Oktober 1945 wurde die Firma PPA (Penholder, Mechanical Pencils and Accessories) gegründet. Marcel Bich, ehemaliger Produktionsleiter einer Tintenfabrik, war deren Vorsitzender und Chief Executive Officer, und Édouard Buffard war deren Produktionsleiter. Das Unternehmen siedelte sich in einer Fabrik in Clichy an und produzierte Ersatzteile für Füllfederhalter und Bleihalter.
Bich glaubte an das Potenzial des Kugelschreibers und kaufte das Patent von dem Ungarn László Biró, der 1938 das Kuli-Prinzip erfunden hatte. Im Dezember 1950 brachte Bich den BIC Cristal auf den Markt. Der Kugelschreiber hat sich inzwischen über 100 Milliarden Mal verkauft. Um den Kugelschreiber besser verkaufen und sich von anderen Herstellern von Schreibutensilien besser differenzieren zu können, nahm das Unternehmen 1953 den Namen BIC an.
Der Markenname BIC ist die verkürzte Form des Namens des Firmengründers, Bich, da dessen Name in der Aussprache dem englischen „bitch“ (Hündin/Schlampe) zu ähnlich und damit nicht international einsetzbar sei.

### Internationale Entwicklung
In den folgenden Jahren expandierte BIC in weitere Länder, beispielsweise nach Italien (1954), Brasilien (1956), Großbritannien (1957), Australien (1957), Neuseeland (1957), Skandinavien (1957), USA (1958) und im Mittleren Osten (1958). 1959 übernahm BIC das Unternehmen Ballograf, einen skandinavischen Hersteller von Kugelschreibern und Bleistiften. 1997 expandierte BIC nach Asien. Heute ist das Unternehmen auf fünf Kontinenten präsent und in mehr als 160 Ländern weltweit tätig.

### Entwicklung des Unternehmenslogos
Das Firmenlogo stammt von 1953. Es besteht aus zwei Teilen: einem Parallelogramm mit geschwungenen Ecken, links und rechts nach oben gewinkelt und mit den Buchstaben ‚BIC‘ mit ‚i‘ als einzigem in Kleinbuchstaben und dem BIC Boy links davon. Das Parallelogramm war ursprünglich rot mit weißen Buchstaben zur Einführung des BIC Cristal 1950. Die Schriftart der Buchstaben blieb unverändert. Der BIC Boy wurde auf der Website des Unternehmens als „ein Schuljunge mit einem Kopf in Form eines Balles, der einen Stift hinter dem Rücken hält“ beschrieben. Die Kugel ist das Hartmetall, das 1960 das Hauptmerkmal der neuen Kugelschreiber von BIC wurde. Raymond Savignac entwarf den Bic Boy. Er zeichnete auch die Werbekampagne „Nouvelle Bille“ (Neuer Kugelschreiber) mit der BIC die Aufmerksamkeit der Schulkinder auf sich ziehen sollte. Als der BIC Boy ein Jahr später (1961) links neben dem Rhombus hinzugefügt wurde, wechselten beide zur neu eingeführten und bis heute offiziellen Firmenfarbe Orange.
Im Jahr 2024 kündigt Gonzalve Bich, der 2018 zum CEO des Unternehmens ernannt wurde, an, sein Amt bis zum 30. September 2025 niederzulegen.

## BIC in Deutschland
In Deutschland ist BIC seit 1955 mit einer Niederlassung vertreten. Seit 2003 befindet sich der Firmensitz in Eschborn bei Frankfurt am Main. Christian Kockmann leitet die Aktivitäten von BIC in Deutschland und Österreich.

## Marken von BIC
Zur BIC Group gehören die folgenden Marken:
- Bic
- Tipp-Ex
- Conté
- Criterium
- Sergent-Major
- Sheaffer
- Stypen

## Produkte
Auf der ganzen Welt verkauft BIC jeden Tag 32 Millionen Produkte. Mit täglich 20,3 Millionen verkauften Schreibwaren machen diese fast zwei Drittel des Umsatzes aus. Zudem kaufen Verbraucher jeden Tag 4,4 Millionen Feuerzeuge und 7,3 Millionen Rasierer.

### Schreibwaren
BIC vertreibt verschiedene Schreibwarenartikel (Kugelschreiber, Filzstifte, (Druck-)Bleistifte, Textmarker, Marker, Buntstifte, Klebstoff). Im Laufe der Unternehmensgeschichte erwarb BIC 1979 Conté, eine Marke für Zeichen- und Malprodukte. Im Jahr 1992 kaufte das Unternehmen die Marke Wite-Out in den USA sowie 1997 die Marke Tipp-Ex in Europa, um seine Produktpalette mit Korrekturprodukten zu erweitern. 1997 erwarb die Gruppe die Marke Sheaffer, einen Hersteller von hochwertigen Schreibgeräten (Füllfederhalter, Kugelschreiber, Drehbleistifte). 2004 übernahm das Unternehmen den französischen Hersteller von Füllhaltern Stypen.
In Italien, Griechenland, Frankreich und Luxemburg ist das Wort „Bic“ Gattungsname für einen (Einweg-)Kugelschreiber geworden. „Als Schutz vor Verschleiß besteht die Kugel des Kugelschreibers BIC Cristal aus dem Extremmaterial (Anm. Hartstoff) Wolframcarbid.“ Die Tinte ist dokumentenecht.

### Feuerzeuge
1973 erweiterte BIC seine Produktpalette und brachte das erste Feuerzeug des Unternehmens auf den Markt, das BIC Maxi, 1985 kam das BIC Mini hinzu. Der Designer des Feuerzeuges war der Franzose Louis Lucien Lepoix. Das Sortiment wird seitdem durch die Vermarktung verschiedener Feuerzeugmodelle (Maxi, Mini und Slim Size), Motiv-Feuerzeuge und elektronischer Feuerzeuge erweitert. Im Jahr 2000 brachte BIC eine Reihe von Stabfeuerzeugen zum Anzünden von Kerzen, Grills, Kaminen usw. auf den Markt sowie Feuerzeughüllen im Jahr 2002. Die Einwegfeuerzeuge des Unternehmens sind an ihrer typischen ovalen Form zu erkennen, die seit der Einführung nicht verändert wurde.
Insgesamt produziert BIC in fünf Fabriken weltweit 1,5 Milliarden Feuerzeuge. Auf dem Weltmarkt erreicht BIC im Geschäftsbereich Feuerzeuge einen Anteil von ca. 50 Prozent. Die in Europa vertriebenen Feuerzeuge werden in Frankreich und Spanien hergestellt. In seiner Fabrik in Redon (Frankreich) produziert das Unternehmen mit 350 Mitarbeitern rund 650 Millionen Feuerzeuge jährlich (2014).
Das klassische BIC-Feuerzeug von 1972 und der durchsichtige sechseckige BIC-Einwegkugelschreiber von 1950 befinden sich in der Sammlung des New Yorker Museum of Modern Art in der Abteilung für Architektur und Design.

### Rasierer
Ab 1952 produzierte die griechische Firma Violex (Βιομηχανία Λεπίδων Ξυρίσματος) die Astor Rasierklingen. 1972 schlug Kenneth Gyllerstrom, ein schwedischer Mitarbeiter, dem Eigentümer Politis vor, einen Rasierer auf den Markt zu bringen, der für den einmaligen Gebrauch wäre. Da die Firma nicht über das notwendige Kapital verfügte, den ersten Einwegrasierer der Welt auf den Markt zu bringen, stieg BIC 1973 in das Unternehmen ein und ermöglichte 1975 den ersten Einwegrasierer der Welt, dieser wurde unter dem Markennamen BIC verkauft. Seitdem hat das Unternehmen sein Sortiment an Ein-Klingen-Rasierern sowie an Zwei-Klingen-Rasierern weiter entwickelt. 1999 übernahm BIC auch die restlichen Anteile an BIC-Violex. Im Jahr 2003 brachte BIC einen 3-Klingen-Rasierer auf den Markt. Im Jahr 2009 brachte das Unternehmen dann eine Reihe von 4-Klingen-Rasierern auf den Markt.
Im Jahr 2017 gründete BIC den BIC Shave Club in Frankreich, ein Abonnement rund um Rasierzubehör, das im Internet unter www.bicshaveclub.com verfügbar ist. Seit November 2017 ist dieser Service auch in Großbritannien verfügbar.

### BIC Sport
Zur BIC Group gehörte bis 2018 auch die Tochterfirma BIC Sport, die 1979 gegründet wurde und die einer der weltweit größten Hersteller von Surfbrettern ist. Zu den Produkten von BIC Sport zählen Surfbretter zum Wellenreiten und Stand-Up-Paddling sowie zahlreiche Windsurfboards, darunter das BIC Techno 293 One Design, mit dem Jugendliche Weltmeisterschaften bestreiten. BIC Sport wurde verkauft und ist nun Teil der Tahe Outdoors Unternehmensgruppe. Der Standort in Vannes, Frankreich ist geblieben und produziert weiter unter dem neuen Namen „TAHE France“ die erfolgreichen Wassersportprodukte, die BIC Sport weltbekannt gemacht haben.

### Strumpfhosen
Weniger erfolgreich als Feuerzeuge wurden Strumpfhosen und Kniestrümpfe der Marke BIC eingeführt. 2005 oder 2003 wird ein Redesign der Kartonverpackung erwähnt.

## Produktionsstandorte
Insgesamt verfügt BIC über 24 Produktionsstätten, davon 12 in Schwellenländern, zehn in Europa und zwei in Nordamerika. In der Mehrheit der Fabriken werden Schreibwaren hergestellt, in fünf Anlagen weltweit Feuerzeuge, vier stellen Rasierapparate her und eine Fabrik hat ihren Schwerpunkt auf andere Produkte gelegt. 15.000 Männer und Frauen arbeiten in den 24 Fabriken von BIC. Die Mehrheit von ihnen ist in einer Fabrik in einem Schwellenland angestellt (ca. 10.500 Mitarbeiter), gefolgt von Europa (ca. 4.000 Mitarbeiter) und Nordamerika (ca. 800 Mitarbeiter).

### Europa
- Redon (Frankreich)
- Boulogne-sur-Mer (Frankreich)
- Cernay (Frankreich)
- Montévrain (Frankreich)
- Samer (Frankreich)
- Vannes (Frankreich)
- Longueil-Sainte-Marie (Frankreich)
- Tarragona (Spanien)
- Anixi (Griechenland)

### Nordamerika
- Gaffney (USA)
- Milford (USA)
- Cuautitlan Izcalli (Mexiko)
- Saltillo (Mexiko)

### Afrika
- Bizerte (Tunesien)
- Johannesburg (Südafrika)

### Asien
- Nantong (China)
- Daman (Indien)
- Haridwar (Indien)

### Südamerika
- Rio de Janeiro (Brasilien)
- Manaus (Brasilien)
- Guayaquil (Ecuador)

## Kritik
Bei einem Greenwashing-Check des österreichischen Testmagazins Konsument wurde eine Werbekampagne auf einem BIC-Kugelschreiber kritisiert. Dabei bewirbt das Unternehmen den Kugelschreiber BIC Media Clic Bguard Antimicrobial Ecolutions als „100 % recycelbar“. Auch das Drei-Pfeile-Recyclingsymbol ist auf dem Kugelschreiber abgedruckt. Konsument meint, dass das grüne Versprechen, mit dem sich BIC von der Konkurrenz versuche abzuheben, einer genaueren Prüfung nicht standhält. Um eine Kreislaufwirtschaft zu ermöglichen, sei ein entsprechendes Sammelsystem ein zentraler Ansatzpunkt. Ein solches System fehle jedoch zumindest in Österreich.

## Klage gegen Deutschland und Frankreich
Im Oktober 2018 hat BIC Klage bei der Europäischen Kommission wegen fehlender Überwachung der Marktkonformität von Feuerzeugen in Deutschland und Frankreich eingereicht. Das Unternehmen wirft den beiden Ländern vor, ihrer Verpflichtung zur Marktüberwachung nicht nachzukommen. Dadurch können weiterhin nicht-konforme Feuerzeuge in beiden Ländern verkauft oder in diese eingeführt werden. Vor allem importierte Feuerzeuge aus Asien, so der Vorwurf, würden nicht den entsprechenden Sicherheitsvorschriften entsprechen. Durch die Klage erhofft sich das Unternehmen, die Behörden zu zwingen, schärfer gegen die vermutet gefährlichen Konkurrenzprodukte aus Asien vorzugehen.

## Aktionärsstruktur
Das Unternehmen ist börsennotiert, die Anteile liegen jedoch zu 44 Prozent in Familienhand. Der Konzern ist an der Euronext Paris notiert und gehört zu den französischen Börsenindizes SBF120 und CAC Mid 60.
BIC ist auch Teil der folgenden Indizes für sozial verantwortliches Investment:
- CDPs „Leadership Level“ (A-) und „Leadership Level“ für das Zusatzmodul „Supplier“,
- Euronext Vigeo – Eurozone 120, Euronext Vigeo – Europe 120,
- FTSE4Good Indizes, Ethibel Pioneer und Ethibel Excellence Investment Register,
- Ethibel Sustainability Index (ESI) Excellence Europe,
- Stoxx Global ESG Leaders Index.

## Sponsoring
Von 1967 bis 1974 war das Unternehmen Hauptsponsor und Namensgeber des Radsportteams BiC. Zwischen 1981 und 1983 war BIC Hauptsponsor des Karlsruher SC.